# George Best
Pour les articles homonymes, voir Best.
George Best, né le 22 mai 1946 à Belfast (Irlande du Nord) et mort le 25 novembre 2005 à Londres (Angleterre), est un footballeur international nord-irlandais. Il est considéré comme l'un des plus grands attaquants de l'histoire.
Évoluant aux postes d'avant-centre et d'ailier, George Best fait preuve d'une technique, d'une vivacité et d'un sens du dribble exceptionnels, qui en ont fait l'un des sportifs ayant le plus marqué les esprits britanniques par son génie, sa vie et son tempérament. George Best connaît sa période faste à Manchester United FC, où il évolue aux côtés d'autres légendes du football telles Bobby Charlton et Denis Law. Best remporte le Ballon d'or récompensant le meilleur joueur européen en 1968.
En 2004, il est cité par Pelé dans la liste FIFA 100 des 125 meilleurs footballeurs vivants, ce dernier déclarant même que Best est le meilleur joueur qu'il ait jamais vu évoluer. En 2000, Diego Maradona déclare également que George Best est son idole.
Réputé pour les excès de sa vie privée, Best connaît une fin de carrière et une reconversion difficiles. Il meurt en 2005 à 59 ans.
Son nom a été donné à l'aéroport de Belfast.

## Biographie

### Carrière
Best est le fils aîné de Richard « Dickie » Best (1919-2008) et d'Anne Best (née Withers, 1922-1978). Issu des quartiers ouvriers de Belfast, d'une famille protestante (presbytérienne et orangiste), sa mère est une ancienne sportive de haut niveau, joueuse de hockey sur gazon avant que la guerre n'interrompe sa carrière, faisant depuis tout un tas de petits boulots, de l'emballage de paquets de cigarettes ou de glaces à la vente de fish and chips. Son père est riveteur sur les chantiers navals de Belfast et a joué au football en amateur jusqu'à ses 37 ans. La forte addiction de sa mère à l'alcool joue un rôle certain dans l'alcoolisme légendaire de George Best.
C'est à l'âge de 15 ans que George Best est découvert avec un ami, Eric McMordie, dans sa ville natale de Belfast par Bob Bishop (en), recruteur pour le compte de Manchester United. Ce dernier envoie en urgence un télégramme au manager de Manchester Matt Busby disant simplement : « J'ai trouvé deux jeunes : un bon et un génie ». Best est en conséquence appelé à passer un essai d'une semaine à Manchester et convainc Busby en une matinée. À la fin de la première journée, les deux gamins décident cependant de rentrer à Belfast, estimant qu'ils en avaient assez vu. Le père de George appelle alors Matt Busby pour excuser son fils, qui est rapidement recruté comme apprenti par Joe Armstrong, chef du recrutement du club. Il devient plus tard professionnel et débute sous les couleurs de l'équipe première de Manchester United le 14 septembre 1963, à 17 ans et quatre mois, contre West Bromwich Albion à Old Trafford : sur son premier ballon, il réalise un petit pont sur le latéral adverse Graham Williams, qui est ridiculisé tout au long de la partie par le jeune ailier gauche.

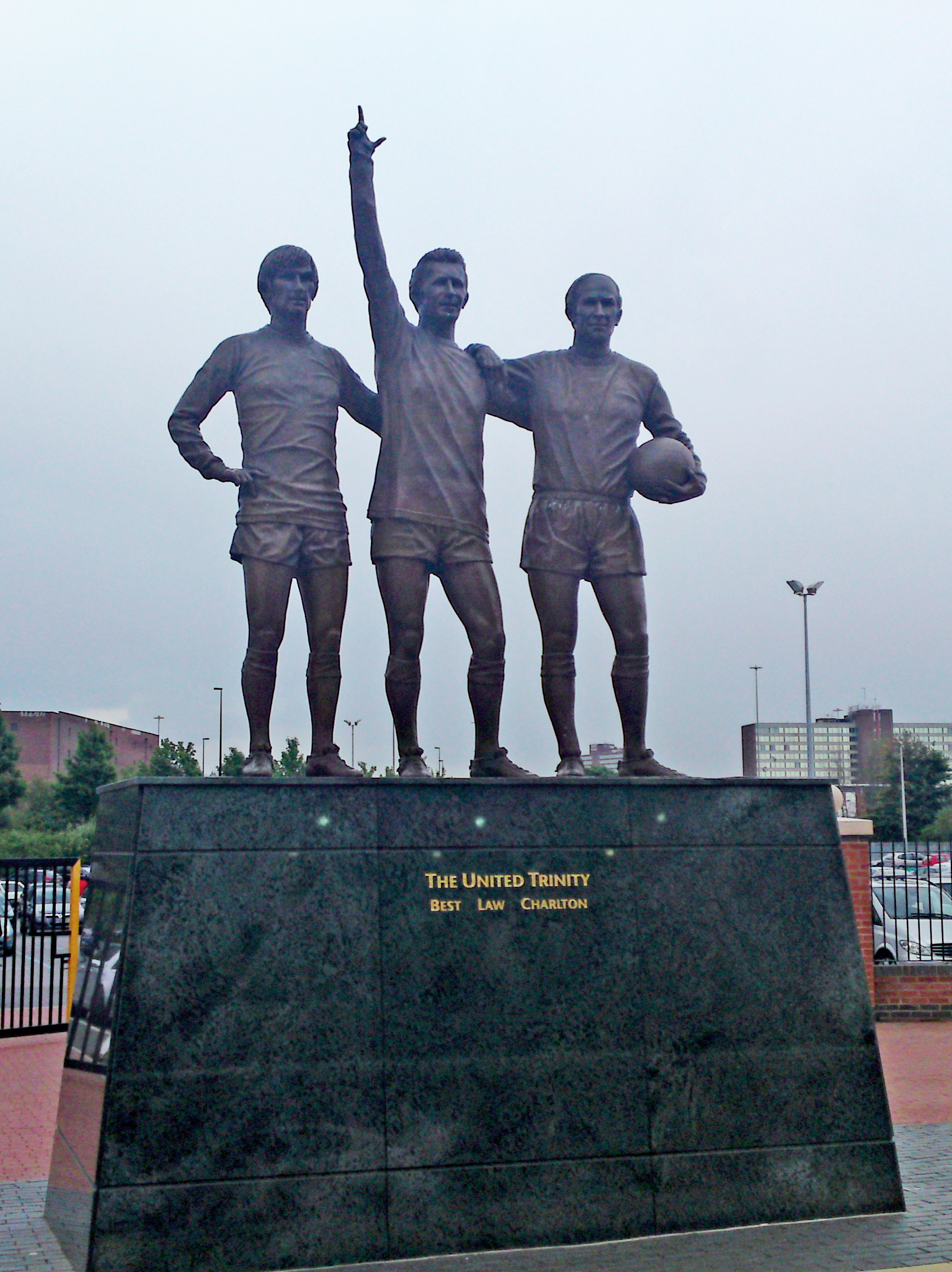
Statue représentant George Best, Denis Law et Bobby Charlton.

Best est l'un des grands artisans des titres de champions d'Angleterre de 1965 et de 1967. Le reste de l'Europe le découvre lors d'un match de Coupe des clubs champions européens en mars 1966 où il réalise une grande performance, marquant un doublé face au Benfica Lisbonne d'Eusébio (5-1). Son but lors de la finale victorieuse de Coupe d'Europe en 1968 face à Benfica, la première victoire d'un club anglais en Coupe d'Europe, consacre la popularité de Best. Il obtient en cette année 1968 le Ballon d'or France Football, devant son coéquipier Bobby Charlton.
Il est le premier footballeur à acquérir un statut de pop-star, à tel point qu'il est surnommé le « cinquième Beatles » ou le « Beatles à la gueule d'ange » par le tabloïd londonien le Daily Express, et le premier à avoir tourné dans des publicités[réf. nécessaire]. À cette époque, Old Trafford voit arriver plus de 10 000 lettres par semaine, toutes pour Georgie Boy et amenées par camionnette spécialement affrétée par la Royal Mail[réf. nécessaire]. Symbole de cette folie, au dernier coup de sifflet de la finale de 1968 contre le Benfica, un supporter descend sur la pelouse armé d'un couteau pour... s'offrir une mèche de cheveux de Best, qui parvient à s'échapper.
Son nouveau statut de star lui permet tous les excès, il boit beaucoup, passe le plus clair de son temps à faire la fête et dépense des fortunes au casino. Le court apogée de carrière de Best commence à prendre fin à la suite du retrait définitif de Matt Busby du poste d'entraîneur en 1971, ce dernier, avec qui il avait une relation presque paternelle, étant en effet le seul à pouvoir le canaliser. Cependant son génie reste réel, comme l'illustre sa troisième place au classement du Ballon d'or 1971.
Sa vie privée empiète de plus en plus sur sa carrière, il délaisse les entraînements, son niveau s'en ressent et il présente de plus en plus de signes d'énervement sur le terrain, sur lequel il n'hésite plus à rentrer parfois saoul. Symbole de son inconstance, il est suspendu en janvier 1970 quatre semaines pour avoir arraché le ballon des mains d'un arbitre. À son retour, le 7 février, il marque six des huit buts de MU lors de la victoire en cinquième tour de la Cup, contre Northampton Town FC (8-2). Physiquement usé et mentalement à bout, Best cache ses kilos en trop sous une épaisse barbe et n'obtient pas la confiance de son nouvel entraîneur Tommy Docherty et de ses coéquipiers. Willie Morgan, ailier écossais du club, dira plus tard : « George pensait qu'il était le James Bond du foot. Il avait tout ce qu'il voulait, l'argent, les filles, la gloire. Il vivait au jour le jour et s'en est toujours tiré comme ça. Quand il manquait l'entraînement, les gens trouvaient des excuses à sa place. Il n'avait pas à en fournir. Il se foutait de tout ». La relation était même plutôt tendue avec certains, notamment depuis le tout début avec Bobby Charlton, qui n'appréciera Best à sa juste valeur[non neutre] que bien plus tard (avouant qu'il s'était longtemps trompé à son sujet)[réf. nécessaire].
Best sombre dans l'alcool. En 1972, il part en plein championnat prendre sa « retraite », à peine âgé de 26 ans, à la suite des dispositions que son nouvel entraîneur, Frank O'Farrell, essaye de lui imposer. Ces dernières débutent par deux semaines de salaire d'amendes, des séances d'entraînements supplémentaires et il a pour ordre de quitter sa maison pour un lieu plus calme. Best finit par s'excuser et met fin à cette « retraite » après moins de deux semaines de vacances en Espagne. En 1974, alors âgé de 27 ans, il se fait renvoyer de Manchester United pour ses divers abus, arrivant notamment en titubant à un entraînement. Il dispute son dernier match avec les Red Devils le 1er janvier 1974 contre Queens Park Rangers au stade Loftus Road (match perdu 3 à 0). En 466 apparitions toutes compétitions confondues, il aura inscrit 178 buts. Il fut meilleur buteur de son club durant six années consécutives et meilleur buteur du championnat anglais lors de la saison 1967-1968.
À la suite de son départ de Manchester, Best réalise des piges dans des clubs de second rang : Jewish Guild (en) en Afrique du Sud, Dunstable Town (en), Stockport County et Cork Celtic en Irlande. Lors d'un de ces trois matchs, il prend la balle, dribble un joueur, se retourne pour vomir et repart balle au pied pour finalement centrer. Il part ensuite aux États-Unis porter le maillot des Aztecs de Los Angeles qui, dans une époque de crises financières (pour le club comme pour le championnat américain), réussit, grâce à la présence de Best, à trouver un investisseur du nom d'Elton John. Il rencontre là-bas Angie McDonald (en), un top-model américain, avec qui il s'installe. Malgré les efforts de la jeune femme, les cures de désintoxications et les médicaments, Best continue à boire et à flamber.
Best rentre par la suite avec sa petite amie en Angleterre, où il signe à Fulham FC — sur sa réputation — avant qu'Angie ne reparte aux États-Unis, excédée par ses liaisons extraconjugales. George lui court alors après jusqu'à ce qu'elle accepte de l'épouser en 1978, et ils ont un fils en 1981, Calum Best (en). Il rejoue avec les Aztecs de Los Angeles jusqu'à la fin de la saison 1978. Lors des saisons 1979-1980 et 1980-1981, George Best alterne entre les clubs américains Strikers de Fort Lauderdale et Earthquakes de San José et une pige pour Hibernian, en Écosse. Les deux derniers clubs le voyant jouer sont Bournemouth en Angleterre et Brisbane Lions en Australie, en 1983. Il prend alors sa retraite à 37 ans.
Il compte 37 sélections avec l'Irlande du Nord, pour neuf buts, mais n'a jamais disputé un match de Coupe du monde. Il demanda en de nombreuses occasions à ce qu'une équipe d'Irlande unifiée soit créée mais en vain, et ce malgré son immense popularité[réf. nécessaire].

### Après-carrière

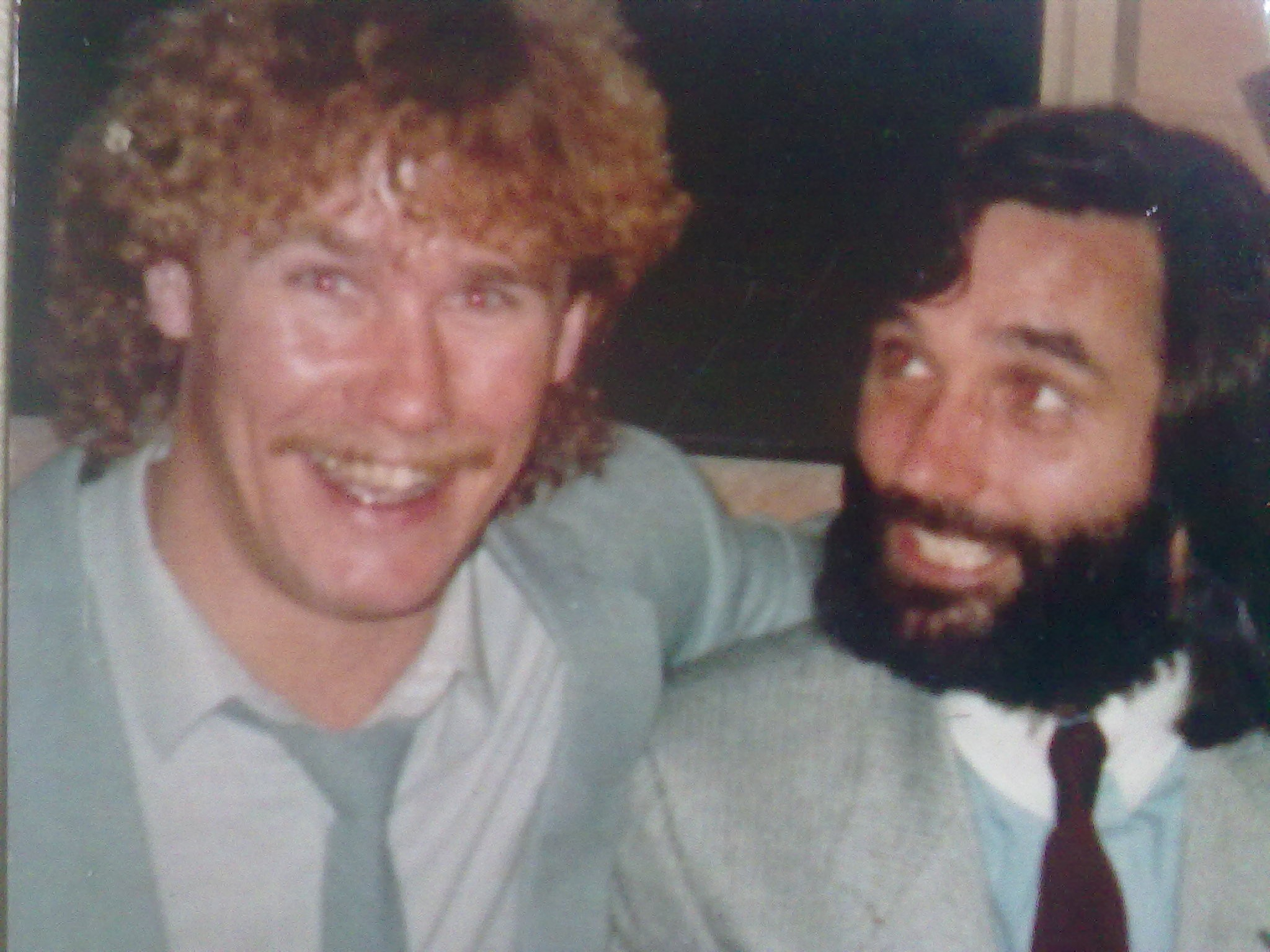
Best en 1982 (à droite).

La retraite sportive de Best n'arrange pas son alcoolisme. Son ami Jim Boyce raconte ce que Best lui dit en 1988 : « Les gens ne se rendent pas compte à quel point je souffre de mon alcoolisme. Et ils ne voient pas les efforts que j'ai endurés pour essayer d'arrêter. Mais je ne peux pas m'empêcher de boire. Malheureusement, à cause de cette maladie, je ne suis pas du tout devenu la personne que je voulais être. Et je sais que je ne pourrai jamais rien y changer.[réf. nécessaire] »
En 1984, George Best est condamné à trois mois de prison pour conduite en état d'ivresse et agression sur agent. Il dispute ses derniers matchs et marque ses derniers buts avec Ford Open Prison. Son jubilé est organisé en 1988 au Windsor Park de Belfast, au cours duquel il marque deux buts. Dans les gradins sont présents entre autres Sir Matt Busby et Bob Bishop. Symbole de sa popularité, en 1987 le groupe The Wedding Present intitule son premier album du nom du fameux joueur.

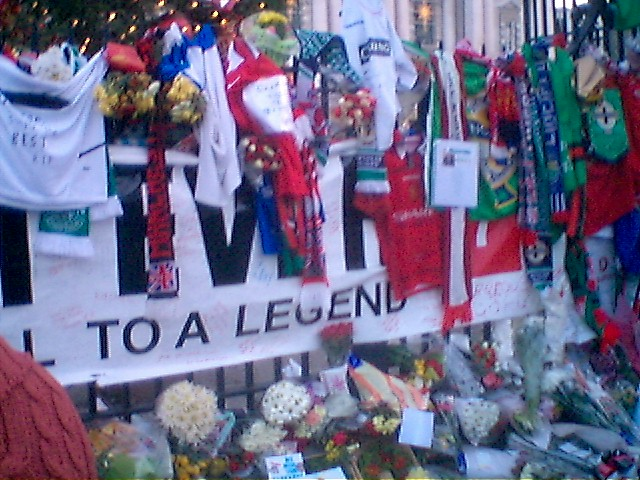
Hommage à Best après sa mort.

En 1991, il apparaît complètement saoul dans une émission de la BBC[réf. nécessaire]. Il est élu sportif britannique du siècle en 1995. Mais ceci ne change rien à sa situation, il est ruiné, n'a plus vraiment de domicile fixe et doit revendre tous ses trophées. Grâce à l'argent récolté, il arrive à s'acheter une petite maison dans la ville d'Antalya en Turquie. En 1994, il passe Noël en prison, après avoir été condamné pour conduite en état d'ivresse. En 1998, George Best devient commentateur pour Sky Sports. En mars 2000, il subit sa première sérieuse alerte de santé : le foie est touché. On craint pour sa vie. En février 2001, il est hospitalisé pour une pneumonie. Best subit une greffe du foie en 2002, mais il rechute rapidement et se remet à boire, compromettant gravement sa santé.

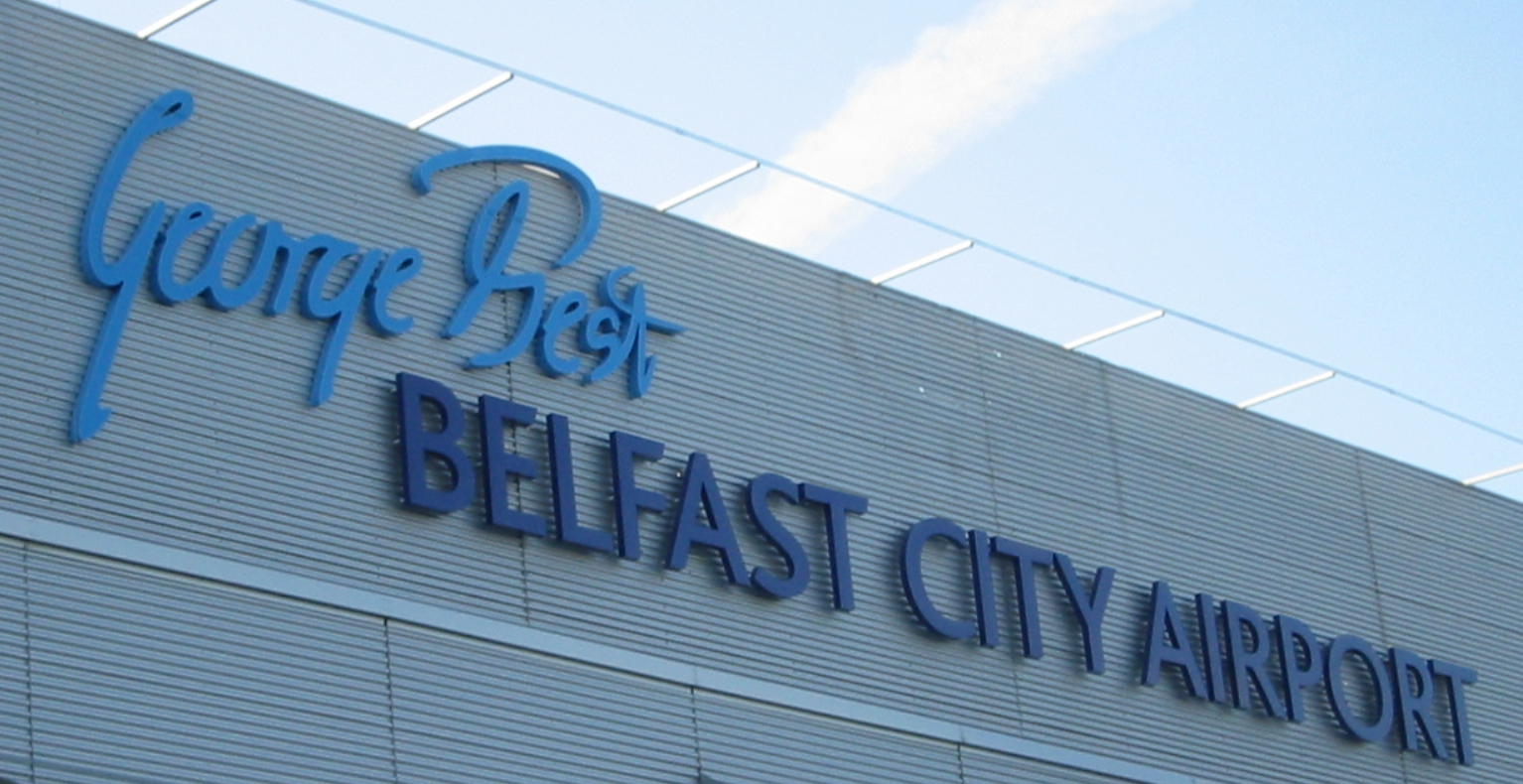
Nouveau nom de l'aéroport de Belfast.

En 2004, il est à nouveau condamné pour conduite en état d'ivresse et suspendu de permis pour 20 mois. Il est hospitalisé début octobre en soins intensifs à l'hôpital Cromwell de Londres, un hôpital privé en Kensington, après une infection pulmonaire. Son état ne cesse alors de se dégrader. George Best meurt le 25 novembre 2005 d'une infection pulmonaire à 59 ans, veillé par son fils, Calum, 24 ans, et son père Dickie, 86 ans. Sa mort crée une grande émotion au Royaume-Uni. Plus de 300 000 personnes (soit plus d'un sixième de la population nord-irlandaise) ont accompagné son cortège malgré la pluie lors de ses obsèques nationales à Belfast au son de The Long and Winding Road des Beatles. L'aéroport de Belfast change de nom pour prendre celui de George Best.
Sur une des couronnes de fleurs déposées sur le cercueil de Best était inscrit « Maradona good, Pelé better, George best. »

## Citations
Best est connu pour ses citations piquantes :
- « En 1969 j'ai arrêté les femmes et l'alcool, ç'a été les 20 minutes les plus dures de ma vie. »[15]
- « J'ai claqué beaucoup d'argent dans l'alcool, les filles et les voitures de sport — le reste, je l'ai gaspillé »[16].
- « Mon rêve, c'était d'éviter la sortie du gardien, de m'arrêter juste avant la ligne de but, de me mettre à quatre pattes et de pousser le ballon de la tête dans le but. J'ai failli le faire contre Benfica en finale de la Coupe d'Europe 1968. J'avais dribblé le gardien mais, au dernier moment, je me suis dégonflé. J'ai eu peur que l'entraîneur fasse une crise cardiaque ! » [17]
- À propos de son passage au Los Angeles Aztecs : « J'avais une maison au bord de la mer. Mais pour aller à la plage, il fallait passer devant un bar. Je n'ai jamais vu la mer »[15].
- Après sa greffe du foie en 2002 qui avait nécessité une transfusion de vingt litres de sang (40 demi-litres, donc autant de pintes) : « Dix heures pour quarante pintes, j'ai battu mon record de 20 minutes »[15].
- « J'ai dit un jour que le Q.I. de Gazza (alias Paul Gascoigne) était plus petit que le numéro de son maillot et il m'a demandé : “Qu'est ce qu'un Q.I. ?” »[17]
- À propos de David Beckham : « Son pied gauche ne lui sert à rien, il est mauvais de la tête, il ne sait pas tacler et il ne marque pas souvent. À part ça, il est bien. »[18],[17]. Plus tard, Best n'hésite pas à qualifier Beckham « d'unijambiste »[15]
- « Si j'avais été moche, vous n'auriez jamais entendu parler de Pelé. »[1]
- En parlant de Cristiano Ronaldo, il a déclaré « Pendant des années, j'en ai vu défiler, des "nouveaux George Best". C'est la première fois que je prends ça pour un compliment »[17].
- En parlant d'Éric Cantona : « Je rendrais tout le champagne que j'ai bu pour jouer un match européen avec lui à Old Trafford. »[19]
- À propos de Marjorie Wallace : « Si j’avais eu le choix entre dribbler cinq joueurs puis marquer un but en pleine lucarne de 40 mètres à Anfield et baiser Miss Monde, j’aurais eu du mal à me décider. Par chance, les deux me sont arrivés. »

## Statistiques
Avant d'embrasser une carrière professionnelle à Manchester United, George Best joue de 1958 à 1963 au Cregagh Boys' Club à Belfast, en Irlande du Nord.
| Saison                | Club                     | Championnat           | Championnat | Championnat | Coupe nationale | Coupe nationale | Coupe de la Ligue | Coupe de la Ligue | Compétition(s) continentale(s) | Compétition(s) continentale(s) | Compétition(s) continentale(s) | Autres | Autres | Total | Total |
| Saison                | Club                     | Division              | M.          | B.          | M.              | B.              | M.                | B.                | Comp.                          | M.                             | B.                             | M.     | B.     | M.    | B.    |
| 1963-1964             | Manchester United        | 1 (FD)                | 17          | 4           | 7               | 2               | -                 | -                 | -                              | 2                              | 0                              | 0      | 0      | 26    | 6     |
| 1964-1965             | Manchester United        | 1                     | 41          | 10          | 7               | 2               | -                 | -                 | -                              | 11                             | 2                              | 0      | 0      | 59    | 14    |
| 1965-1966             | Manchester United        | 1                     | 31          | 9           | 5               | 3               | -                 | -                 | -                              | 6                              | 4                              | 1      | 1      | 43    | 17    |
| 1966-1967             | Manchester United        | 1                     | 42          | 10          | 2               | 0               | 1                 | 0                 | -                              | -                              | -                              | 0      | 0      | 45    | 10    |
| 1967-1968             | Manchester United        | 1                     | 41          | 28          | 2               | 1               | -                 | -                 | -                              | 9                              | 3                              | 1      | 0      | 53    | 32    |
| 1968-1969             | Manchester United        | 1                     | 41          | 19          | 6               | 1               | -                 | -                 | -                              | 6                              | 2                              | 2      | 0      | 55    | 22    |
| 1969-1970             | Manchester United        | 1                     | 37          | 15          | 8               | 6               | 8                 | 2                 | -                              | -                              | -                              | 0      | 0      | 53    | 23    |
| 1970-1971             | Manchester United        | 1                     | 40          | 18          | 2               | 1               | 6                 | 2                 | -                              | -                              | -                              | 3      | 1      | 51    | 22    |
| 1971-1972             | Manchester United        | 1                     | 40          | 18          | 7               | 5               | 6                 | 3                 | -                              | -                              | -                              | 1      | 1      | 54    | 27    |
| 1972-1973             | Manchester United        | 1                     | 19          | 4           | 0               | 0               | 4                 | 2                 | -                              | -                              | -                              | 0      | 0      | 23    | 6     |
| 1973-1974             | Manchester United        | 1                     | 12          | 2           | 0               | 0               | 0                 | 0                 | -                              | -                              | -                              | 0      | 0      | 12    | 2     |
| Sous-total            | Sous-total               | Sous-total            | 361         | 137         | 46              | 21              | 25                | 9                 | -                              | 34                             | 11                             | 8      | 3      | 474   | 181   |
| 1974                  | Jewish Guild (en)        | am.                   | -           | -           | -               | -               | -                 | -                 | -                              | -                              | -                              | -      | -      | 0     | 0     |
| 1974                  | Dunstable Town (en)      | am.                   | -           | -           | -               | -               | -                 | -                 | -                              | -                              | -                              | -      | -      | 0     | 0     |
| 1975-1976             | Stockport County         | 4                     | 3           | 2           | 0               | 0               | 0                 | 0                 | -                              | -                              | -                              | -      | -      | 3     | 2     |
| 1975-1976             | Cork Celtic              | 1                     | 3           | 0           | 0               | 0               | 0                 | 0                 | -                              | -                              | -                              | -      | -      | 3     | 0     |
| 1976                  | Los Angeles Aztecs       | NASL                  | 23          | 15          | -               | -               | -                 | -                 | -                              | -                              | -                              | 1      | 0      | 24    | 15    |
| 1976-1977             | Fulham FC                | 2 (SD)                | 32          | 6           | 2               | 0               | 3                 | 2                 | -                              | -                              | -                              | -      | -      | 37    | 8     |
| 1977                  | Los Angeles Aztecs       | NASL                  | 20          | 11          | -               | -               | -                 | -                 | -                              | -                              | -                              | 5      | 2      | 25    | 13    |
| 1977-1978             | Fulham FC                | 2                     | 10          | 2           | 0               | 0               | 0                 | 0                 | -                              | -                              | -                              | -      | -      | 10    | 2     |
| 1978                  | Los Angeles Aztecs       | NASL                  | 12          | 1           | -               | -               | -                 | -                 | -                              | -                              | -                              | -      | -      | 12    | 1     |
| 1978                  | Fort Lauderdale Strikers | NASL                  | 9           | 4           | -               | -               | -                 | -                 | -                              | -                              | -                              | 5      | 1      | 14    | 5     |
| 1979                  | Fort Lauderdale Strikers | NASL                  | 19          | 2           | -               | -               | -                 | -                 | -                              | -                              | -                              | -      | -      | 19    | 2     |
| 1979-1980             | Hibernian FC             | 1 (PD)                | 13          | 3           | 3               | 0               | 0                 | 0                 | -                              | -                              | -                              | -      | -      | 16    | 3     |
| 1980                  | San Jose Earthquakes     | NASL                  | 26          | 8           | -               | -               | -                 | -                 | -                              | -                              | -                              | -      | -      | 26    | 8     |
| 1980-1981             | Hibernian FC             | 2 (FD)                | 4           | 0           | 0               | 0               | 2                 | 0                 | -                              | -                              | -                              | -      | -      | 6     | 0     |
| 1981                  | San Jose Earthquakes     | NASL                  | 30          | 13          | -               | -               | -                 | -                 | -                              | -                              | -                              | -      | -      | 30    | 13    |
| 1982-1983             | AFC Bournemouth          | 3                     | 5           | 0           | 0               | 0               | 0                 | 0                 | -                              | -                              | -                              | -      | -      | 5     | 0     |
| 1983                  | Brisbane Lions           | 1 (NSL)               | 4           | 0           | 0               | 0               | -                 | -                 | -                              | -                              | -                              | -      | -      | 4     | 0     |
| 1983-1984             | Tobermore United (en)    | -                     | 0           | 0           | 1               | 0               | -                 | -                 | -                              | -                              | -                              | -      | -      | 1     | 0     |
| Total sur la carrière | Total sur la carrière    | Total sur la carrière | 574         | 204         | 52              | 21              | 30                | 11                | -                              | 34                             | 11                             | 19     | 6      | 709   | 253   |

Note : « Autres » correspond au Charity Shield (1965 et 1967), à la Coupe intercontinentale (2 en 1968), à la Watney Cup (3 en 1970-1971 et 1 en 1971-1972), ainsi qu'aux play-offs de la NASL.

## Palmarès
Manchester United FC
- Championnat d'Angleterre de football :
  - Vainqueur en 1965 et 1967
  - Vice-champion en 1964 et 1968
  - Meilleur buteur en 1968 avec 28 buts
- Coupe des clubs champions européens :
  - Vainqueur en 1968
- Charity Shield : 
  - Vainqueur en 1965 et 1967

Irlande du Nord
- 37 sélections pour 9 buts

## Distinctions
- Élu Ballon d'or en 1968
- Élu 3e au Ballon d'or en 1971
- Élu joueur de l'année FWA du Championnat d'Angleterre en 1968
- Élu meilleur joueur irlandais du siècle par l'IFFHS
- Élu meilleur joueur du siècle de Manchester United selon l'IFFHS
- Élu seizième meilleur joueur mondial du siècle selon l'IFFHS
- Nommé au FIFA 100 en 2004